# MG One

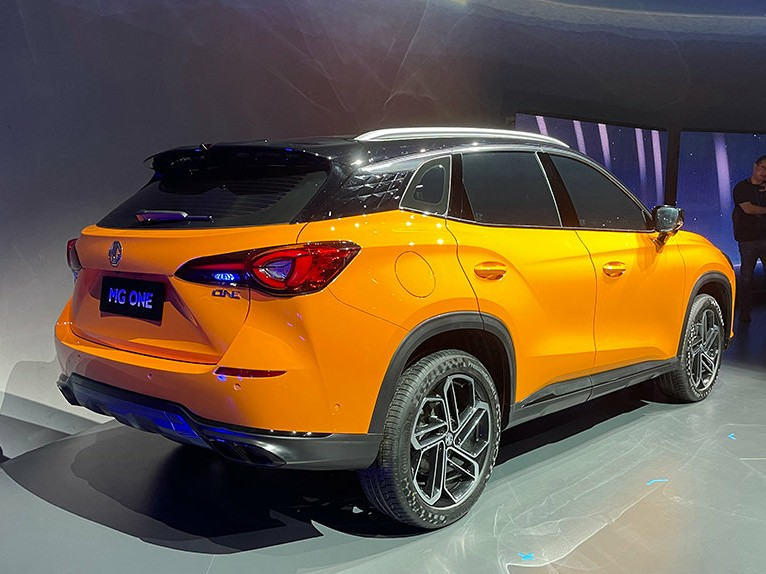
Heckansicht

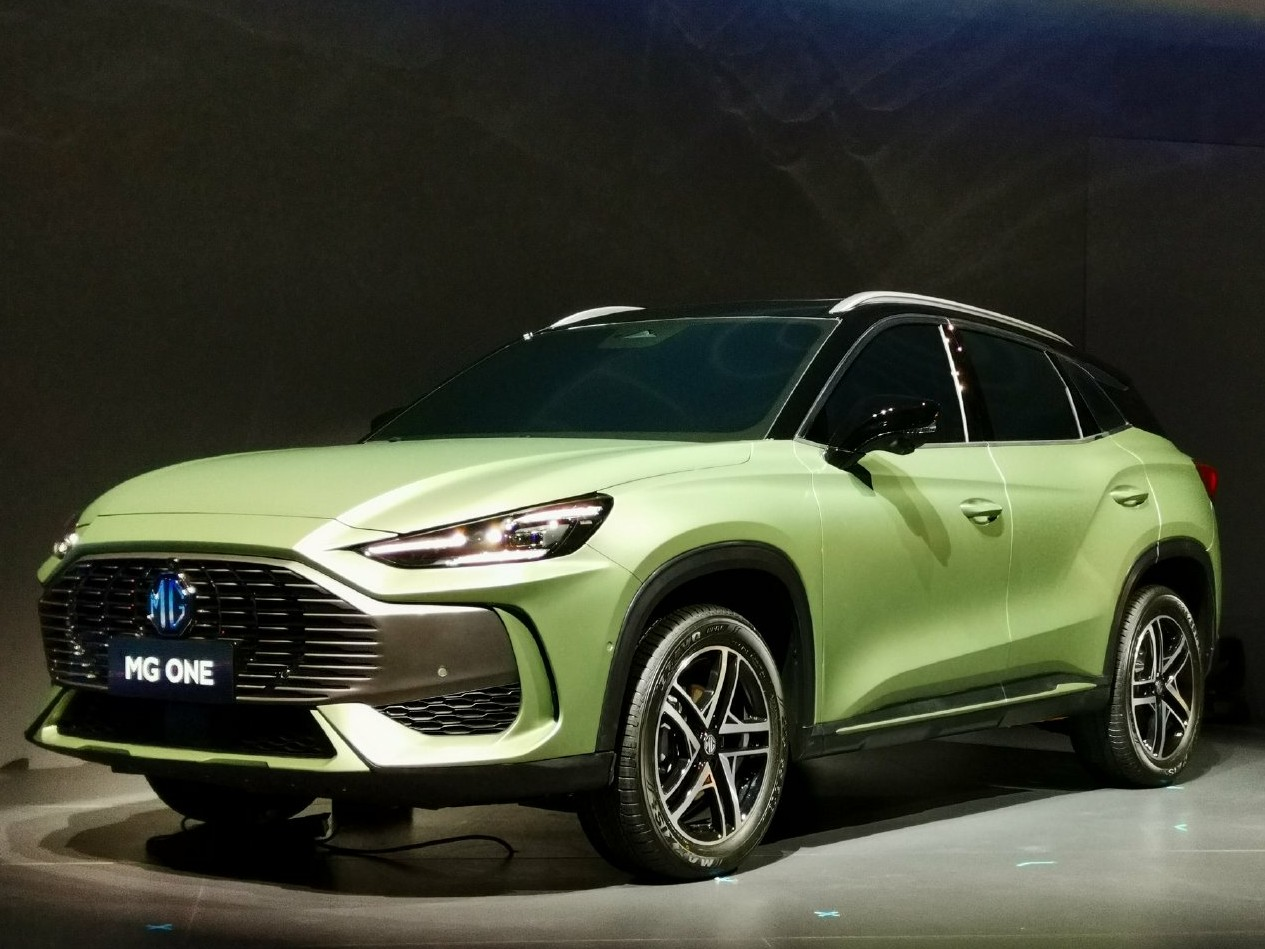
MG One β (seit 2021)

Der MG One ist ein Kompakt-SUV der chinesischen Automarke MG. Es wird bei SAIC gebaut.

## Geschichte
Das Fahrzeug wurde am 30. Juli 2021 vorgestellt und ab dem 12. November 2021 auf dem chinesischen Markt verkauft. Mit diesem Modell debütiert MGs neue Formensprache „third generation family design“. Verfügbar sind zwei Varianten, die entweder einen sportlicheren (α) oder High-Tech-Auftritt (β) hervorheben sollen.

## Technische Daten
Angetrieben wird das Modell von einem aufgeladenen 1,5-Liter-Ottomotor mit einer Leistung von 133 kW (181 PS). Auf 100 km/h soll das SUV in 8,1 Sekunden beschleunigen, die Höchstgeschwindigkeit wird mit 195 km/h angegeben.
|                                             | 1.5T                 |
| Bauzeitraum                                 | seit 11/2021         |
| Motorkenndaten                              |                      |
| Motortyp                                    | R4-Ottomotor         |
| Motoraufladung                              | Turbolader           |
| Hubraum                                     | 1490 cm³             |
| max. Leistung bei min−1                     | 133 kW (181 PS)      |
| max. Drehmoment bei min−1                   | 285 Nm / 1500–4000   |
| Kraftübertragung                            |                      |
| Antrieb                                     | Vorderradantrieb     |
| Getriebe                                    | Stufenloses Getriebe |
| Messwerte                                   |                      |
| Höchstgeschwindigkeit                       | 195 km/h             |
| Beschleunigung, 0–100 km/h                  | 8,1 s                |
| Kraftstoffverbrauch auf 100 km (kombiniert) | 6,3–6,5 l Super      |
| Tankinhalt                                  | 55 l                 |
| Abgasnorm                                   | China VI             |